# Echthistus rufinervis
Echthistus rufinervis là một loài ruồi trong họ Asilidae. Echthistus rufinervis được Meigen miêu tả năm 1820.